# Tielekiejewo
Tielekiejewo (ros. Телекеево) – wieś (dieriewnia) w Rosji, w Baszkortostanie, w rejonie iliszewskim. W 2010 liczyła 316 mieszkańców.